# Санта-Кроче-ин-виа-Фламиния (титулярная церковь)
Санта-Кроче-ин-виа-Фламиния (лат. Titulus Sanctae Crucis in via Flaminia) — титулярная церковь была создана Папой Павлом VI 5 февраля 1965 года апостольской конституцией Omnibus quidem. Титул принадлежит базилике Санта-Кроче-ин-виа-Фламиния, расположенной в квартале Рима Фламинио, на виа Фламиния, на пересечении виа Гвидо Рени. Церковь, к которой отнесён титул, открыта в 1913 году и управляется Конгрегацией Священных Стигматов Господа нашего Иисуса Христа и является резиденцией реальной депутации Священного военного Константинского ордена Святого Георгия.

## Список кардиналов-священников титулярной церкви Санта-Кроче-ин-виа-Фламиния
- Йозеф Беран — (25 февраля 1965 — 17 мая 1969, до смерти);
- Болеслав Коминек — (5 марта 1973 — 10 марта 1974, до смерти);
- Уильям Уэйкфилд Баум — (24 мая 1976 — 23 июля 2015, до смерти);
- Сержиу да Роша — (19 ноября 2016 — по настоящее время).